# Nikova
Nikova je hudournik v zahodni Sloveniji ter drugi levi in eden izmed najpomembnejših pritokov reke Idrijce, s katero se steka v Idriji. Izvira jugovzhodno od Rejcovega griča v bližini zaselka Kočevše, ki je sicer del naselja Čekovnik, nato pa teče pod zaselkom Nikova. Od izvira teče 1,5 km skozi grapo proti jugozahodu ter nato še 1,5 km proti severovzhodu, nato pa še okrog 1,5 km skozi središče Idrije v s kamnom oblečeni strugi do sotočja z Idrijco. Skozi sotesko Nikove poteka tudi cesta Idrija–Vojsko. 

## Hidrologija
Prvotno naj bi te reke tekle jugovzhodno v smeri Hotenjskega podolja proti Ljubljanici, zaradi zakrasevanja ljubljanskega porečja in erozije reke Soče pa so se reke na Idrijskem začele pretakati v soško porečje. Prvi del toka Nikove je preostanek nekdanje večje reke, ki je izoblikovala tudi Hleviška sedla ter se nato vzhodno od Divjega jezera dosegla območje današnje Zale. Potem je dalje tekla mimo godoviškega bajerja in se pri Hotedršici izlila v večjo reko. Nekdanja reka je pretrla kamnine na območju Zalinega preloma, drugje pa se je oblikovala ob narivnih ploskvah. Predhodnik Nikove naj bi imel tudi bistveno vlogo pri nastanku vadoznega bazena, katerega sta danes del tako Divje jezero in potok Padarca.
Pred človekovo regulacijo struge Nikove leta 1525 je ta spreminjala svojo strugo, kar so dokazale tudi raziskovalne rudniške vrtine na Trgu sv. Ahacija, profili gradbenih jam, plasti zasipov žgalniških ostankov in glinastih skrilavcev globine 4–8 m ter krivinski radij toka pri Nebesih. Struga pod gradom Gewerkenegg je ostala nespremenjena. Sedanji spodnji tok Nikove je podoben nekdanjemu.
Zaradi lege toka in majhne samočistilne samosposobnosti je Nikova najbolj obremenjeno vodno telo občine Idrija.

## Geologija
Nikova sprva teče po plitvmorskem sivem ali belem dolomitu z dolomitnim konglomeratom in peščenjakom, nato po pretežno karbonatnih kamninah, sledijo plitvomorske klastične kamnine glinavca in meljevca, skozi Idrijo pa teče po plitvomorskem tankoplastnem apnencu z vložki dolomita (krajši del po globokomorskem razgaljenem flišu). Tik pred izlivom teče po temnosivem skrilavem glinavcu s kremenovimi lečami. Nikova je, tako kot druge okoliške reke, izkoristila prelome dinarskih smeri.

## Flora
Nad dolino reke Nikove raste tudi za Slovenijo redka in zaščitena vrsta travniške orhideje, lepi čeveljc (Cypripedium calceolus), ter purpurna močvirnica (Epipactis purpurata).

## Rudarske dejavnosti
V centru Idrije so pod Prontom v prvih letih rudarjenja v Idriji v strugi Nikove iz nakopanih kamnin izpirali samorodno živo srebro. Do okrog leta 1510, ko se je v okolici Idrije prakticiralo žganje rude v kopah, so prežgane rudne ostanke nalagali na bregove reke Nikove. Naravna migracija živega srebra je zelo omejena, ta se pojavlja le v posameznih izdanjanjih in ob Nikovi ter Idrijci, ki ležita nižje od izdajanj.
Nikovo so leta 1533 zajezili pod gradom Gewerkenegg (Na Tomu) za poganjanje kamšti Ahacijevega jaška, ki je črpala jamsko vodo, a je bila neučinkovita zaradi pomanjkanja vode. Junija 1587 je kamštar Ruprecht Pebinger v poskusu reševanja kamšti in rudnika odredil povišanje jezu za stalnejši dotok vode na kamšt Ahacijevega jaška, a je ta leta 1588 prenehala delovati. Leta 1591 jo nadomesti dvojna kamšt na bližnjem Barbarinem jašku. V 18. stoletju so v strugi Nikove stali tudi rudniški mlini za žito.